# Ziran (taoismo)
Ziran è un concetto chiave nel Daoismo che letteralmente significa "così del sé; così di suo; così di se stesso" e quindi "naturalmente; naturale; spontaneamente; liberamente; nel corso degli eventi; senza dubbio". Questa parola cinese è un composto di due caratteri di zi (自) "naso; sé; se stessi; da; giacché;" e ran (然) "dritto, giusto; corretto; così; sì", che è usato come suffisso -ran per contrassegnare aggettivi o avverbi (grosso modo corrispondente all'inglese -ly). Nella cultura cinese, il naso (o zi) è una metafora comune per il punto di vista di una persona.
La parola "ziran" compare per la prima volta nel Daodejing (17, 23, 25, 51) e si riferisce alla struttura del Dao, che non può essere rimandata a nient'altro. È generalmente accettato che il filosofo Laozi, autore del Daodejing, abbia coniato il termine. Ziran è un concetto centrale del daoismo, strettamente legato alla pratica del wuwei, azione distaccata o senza sforzo. Ziran si riferisce a uno stato di "così com'è", la qualità più importante per chiunque segua le credenze daoiste. Per avvicinarsi a uno stato di ziran, è necessario separarsi dalle influenze innaturali e tornare a uno stato spontaneo del tutto naturale. Ziran è correlato allo sviluppo di un "senso alterato della natura umana e della natura in sé".

## Reinterpretazione recente
Ziran è stato interpretato e reinterpretato in molti modi nel tempo. Più comunemente è stato visto come un modello seguito dal Dao, dal Cielo, dalla Terra e dall'Uomo, a turno, basato sulla tradizionale traduzione e interpretazione del capitolo 25 del Daodejing. La traduzione più moderna di Qingjie James Wang elimina il difetto logico che sorge quando si considera che modellarsi su un'altra entità può significare diventare meno naturali, perdere il proprio "così com'è" a cui si riferisce lo ziran. Wang reinterpreta le parole del capitolo 25 come istruzioni per seguire il modello stabilito dal fatto che la Terra è Terra, dal Cielo che è il Cielo, e dal Tao che è il Tao; ognuno si comporta perfettamente secondo lo ziran. Questa interpretazione riafferma che la natura di base del Dao è di completa naturalezza.

## Esistenza tramite Ziran
Wing-Chuek Chan fornisce un'altra traduzione di "ziran": "È così in virtù di se stesso/a". Questo fa emergere il legame di ziran con un'altra credenza taoista, in particolare che la miriade di cose esistono a causa delle qualità che possiedono, non perché sono state create da qualsiasi essere per soddisfare uno scopo o un obiettivo. L'unica cosa che un essere deve essere quando esiste in accordo con lo ziran è in definitiva naturale, non influenzato da influenze artificiali.

## Informazioni aggiuntive
Ziran e Tianran sono concetti correlati. Tianran si riferisce a una cosa creata dal cielo e che non è toccata dall'influenza umana, una cosa completamente caratterizzata dallo ziran. I due termini sono talvolta usati in modo intercambiabile. Si può dire che guadagnando ziran, una persona si avvicina sempre di più allo stato di tianran.
Ziran può anche essere visto sotto l'influenza del Buddha, "non sostanziale". Si ritiene quindi che significhi "non avere natura propria". In questo aspetto è visto come sinonimo di vero vuoto.
D. T. Suzuki, in un breve articolo scritto nel 1959, suggerisce un'interpretazoine di ziran come estetica dell'azione: "Vivere è un atto di creatività che si manifesta". La creatività è oggettivamente vista come necessità, ma dal punto di vista interiore della Vacuità è "giustezza" (ziran). Letteralmente significa "sé stesso", implicando più significato interiore di "spontaneità" o "naturalezza".